# Barbara Moffett
Barbara Moffett, pseudonimo di Idella Ruth Blackadder (Minneapolis, 11 aprile 1924 – Los Angeles, 25 marzo 1986), è stata un'attrice statunitense.

## Biografia
Idella Ruth e Rosemary erano le figlie di John Alfred Blackadder, un operaio meccanico emigrato dalla Scozia, e di Idella Marian Klarquist, già al suo terzo matrimonio, che dalle prime nozze aveva avuto nel 1917 la figlia Marie Frances, poi divenuta una spogliarellista molto famosa con il nome di Lili St. Cyr. Anche Rosemary, nata l'anno dopo la nascita di Ruth, divenne una nota spogliarellista con il nome di Dardy Orlando. Da Minneapolis la famiglia si trasferì nel 1927 a Pasadena e poi a Los Angeles. Appassionata di cavalli, Ruth imparò presto a cavalcare e a partecipare a diversi rodei insieme alla sorella Rosemary. Poi, quando la sorellastra Marie cominciò a lavorare ai Florentine Gardens, un noto night-club di Hollywood, anche Ruth provò a tentare la fortuna nella città del cinema.
Nel 1942 ottenne un piccolo ruolo in Caramba Carmelita, con Lupe Vélez, seguito dal western Red River Robin Hood, in cui è la protagonista femminile al fianco di Tim Holt e di Cliff Rdwards. Nel 1943 interpretò il suo terzo e ultimo film, Questa terra è mia, di Jean Renoir, con Charles Laughton e Maureen O'Hara, con una parte di nessun rilievo.
Lasciato il cinema, tornò al lavoro dei night-club, che lasciò nel 1944 dopo aver conosciuto il ricchissimo imprenditore Louis Marx (1896-1982), proprietario della The Louis Marx Toy Company, allora la maggiore azienda di giocattoli al mondo. Vedovo con quattro figli, sposò Barbara il 29 marzo 1947 e la coppia si stabilì a Scardale, nei pressi di New York. In dieci anni, dal 1949 al 1959, Barbara ebbe cinque figli.
Il matrimonio si ruppe nel 1971 quando Daniel Ellsberg, marito di Patricia Marx, una delle figlie di primo letto di Louis Marx, fu accusato di tradimento per aver divulgato documenti segreti del Pentagono che rivelavano crimini di guerra commessi dagli americani in Vietnam. Louis Marx, autoritario, uomo di destra e fervente patriota, ruppe ogni rapporto con il genero, con la figlia e con Barbara, che li aveva difesi. Cacciata di casa, Barbara trovò ospitalità a Los Angeles dalla sorella Rosemary. Preda di una profonda depressione cui non posero rimedio lunghe cure psichiatriche, Barbara finì con l'uccidersi nel 1986 sparandosi una revolverata alla testa. Fu cremata e le ceneri disperse nell'Oceano.

## Filmografia
- Caramba Carmelita (1942)
- Red River Robin Hood (1942)
- Questa terra è mia (1943)